# Nestucca Bay

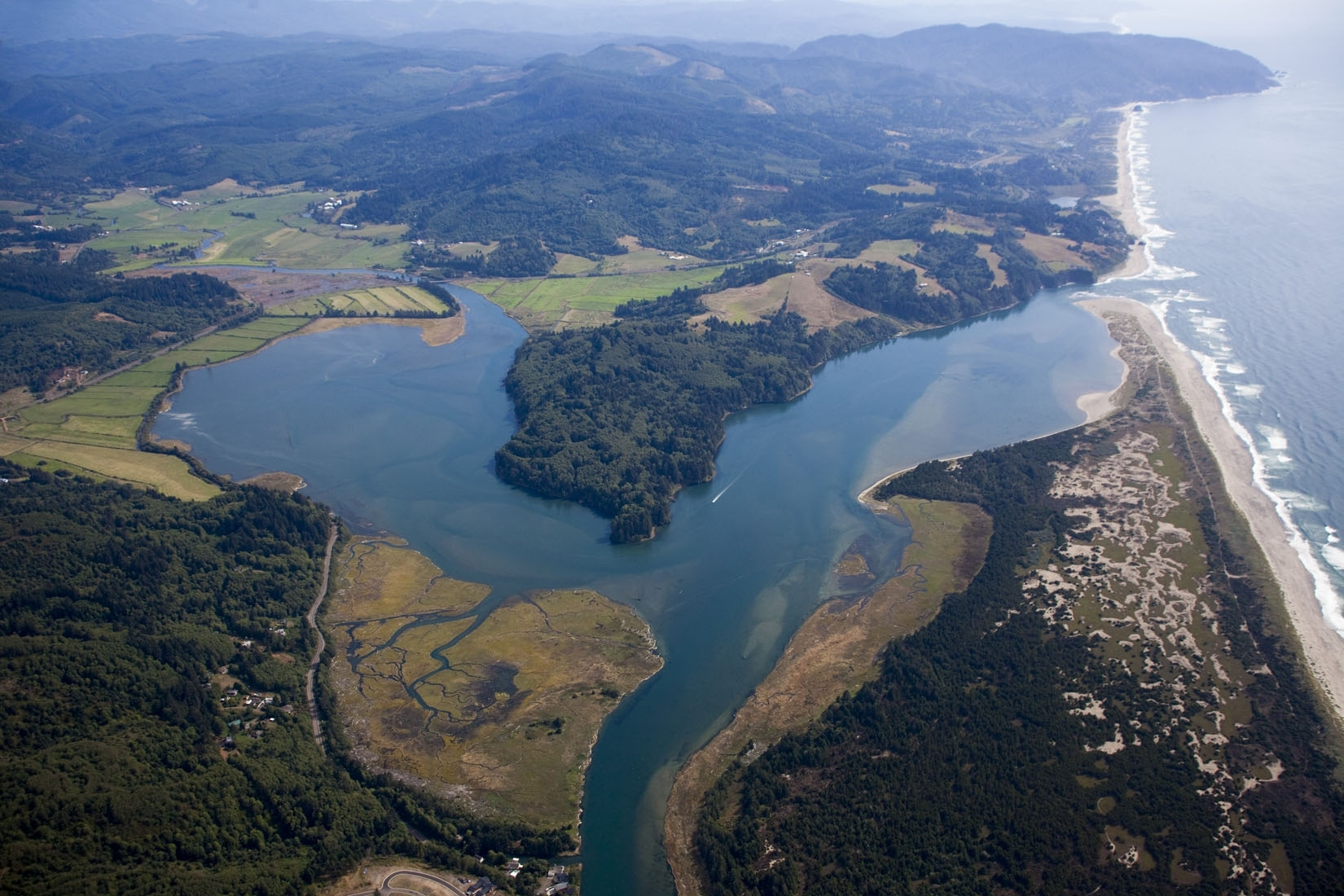
Nestucca Bay

Die Nestucca Bay ist eine kleine Bucht des Pazifiks an der Westküste im US-Bundesstaat Oregon. Die Bucht liegt südlich der Stadt Pacific City, im Südwesten des Tillamook County. Sie hat eine S-Form und ist etwa 5,5 km lang. Die beiden Flüsse Nestucca und Little Nestucca fließen von Osten her in die Bucht.
Die Bucht ist vor allem für das Nestucca Bay Wildlife Refuge, ein Natur- und Tierschutzgebiet, das sich entlang des Ostufers erstreckt, bekannt. Hier ist der Lebensraum der weltweit größten Kolonie von Kanadagänsen; vor allem für den zeitweise vom Aussterben bedrohten Bestand der Aleutischen Kanadagans stellt Nestucca Bay ein wichtiges Rückzugsgebiet dar. Auf der Halbinsel nördlich der Bucht liegt der Bob Straub State Park.
An der Nestucca Bay besaß die amerikanische Literaturnobelpreisträgerin Pearl S. Buck ein Landhaus, in das sie sich zum Schreiben zurückzuziehen pflegte.